# Heimertingen
Heimertingen település Németországban, azon belül Bajorországban. Lakosainak száma 1902 fő (2023. december 31.).

## Népesség
A település népessége az elmúlt években az alábbi módon változott:
| Lakosok száma | 642  | 1191 | 1290 | 1406 | 1683 | 1713 | 1711 | 1710 | 1917 | 1902 |
|               | 1875 | 1950 | 1975 | 1987 | 2012 | 2014 | 2016 | 2017 | 2021 | 2023 |